# Азмака (приток на Сазлийка)
Вижте пояснителната страница за други значения на Азмак.
Азмака е река в Южна България – Област Стара Загора, общини Стара Загора и Раднево, ляв приток на река Сазлийка, от басейна на Марица. Дължината ѝ е 25 km.
Река Азмака води началото си от извор-чешма в югоизточната част на село Кирилово, община Стара Загора, на 265 m н.в. Тече в посока изток-югоизток в плитка долина с малък надлъжен наклон. Влива се отляво в река Сазлийка от басейна на Марица на 138 m н.в., на 700 m северозападно от село Боздуганово, община Раднево.
Площта на водосборния басейн на Азмака е 152 km2, което представлява 4,7% от водосборния басейн на Сазлийка.
Речният режим на подхранване е с плувиален характер, което определя ясно изразен пролетен максимум на оттока – януари-април, а минимумът – юли-октомври. През лятно-есенните месеци пресъхва.
По течението на реката в Община Стара Загора са разположени 4 села: Кирилово, Еленино, Маджерито и Загоре.
По течението на реката няма изградени язовири, но водите ѝ почти изцяло се използват за напояване.

## Топографска карта
- Лист от карта K-35-52. Мащаб: 1 : 100 000.